# Krasnyj galstuk
Krasnyj galstuk (Красный галстук) è un film del 1948 diretto da Marija Sacu e Vladimir Leonidovič Suchobokov.